# Route 845 (Nouveau-Brunswick)
Pour les articles homonymes, voir Route 845.
La route 845 est une route locale du Nouveau-Brunswick, située dans le sud de la province. Elle traverse une région principalement boisée. De plus, elle mesure 84 kilomètres, et est pavée sur toute sa longueur. 

## Tracé
La 845 débute au nord d'Hampton, sur la route 121. Elle commence par se diriger vers l'ouest jusqu'à Lower Norton, puis elle bifurque vers le nord-ouest pour finalement revenir vers le sud-ouest pour rejoindre Kingston Corner. Elle traverse ensuite Kingston, puis elle entre dans la presqu'île entre le fleuve Saint-Jean et la rivière Kennebecasis. 
La 845 est la principale route de la presqu'île, faisant le tour de celle-ci. Elle traverser notamment Clifton Royal, Summerville, Hardings Point et Holderville. Elle se termine sur elle-même, à Kingston. 

## Intersections principales
| route 845      |          |    |                                        |                               |
| Comté          | Location | km | Intersection/Destinations              | Notes                         |
| Comté de Kings | Hampton  | 0  | R-121 à Hampton centre, Norton, Sussex | extrémité est de la 845       |
| Comté de Kings | Kingston | 18 | R-850 nord, Urquhart, Springfield      | début de la boucle            |
| Comté de Kings | Kingston | 84 | R-845, Summerville, Bedford            | fin de la boucle et de la 845 |